# Bahnhof Filderstadt
Der Bahnhof Filderstadt (bis 28. Mai 1983  Bahnhof Bernhausen) ist der derzeitige Endpunkt der Bahnstrecke von Stuttgart-Rohr. Die Linie S2 der Stuttgarter S-Bahn endet und beginnt hier. Das Bauwerk ist Teil des Flughafentunnels Stuttgart. Die Verlängerung der Strecke bis Neuhausen/Fildern ist im Bau. 
Laut Angaben der Stadt steigen am Bahnhof täglich 11.000 Fahrgäste um.

## Geschichte
1891 plante die Filderbahn-Gesellschaft eine neue Bahnstrecke von Möhringen nach Echterdingen. Ein zur selben Zeit gegründetes Lokalbahn-Komitée – mit Beteiligten aus Neuhausen, Bernhausen, Ober- und Untersielmingen und Denkendorf – wollte von Echterdingen aus eine Weiterführung bis nach Zell am Neckar durchsetzen. Sie blieben damit aber erfolglos. Stattdessen genehmigte das Außenministerium am 14. April 1896 die Errichtung einer meterspurigen Schmalspurbahn Möhringen–Neuhausen. Ihre feierliche Einweihung fand am 23. Dezember 1897 statt. Am folgenden Tag begann der Regelbetrieb.
Der Bahnhof Bernhausen wurde südlich des Dorfes angelegt. Das Empfangsgebäude aus jener Zeit ist noch erhalten. Es handelt sich um einen Württembergischen Einheitsbahnhof vom Typ IIIa, den die Filderbahn-Gesellschaft leicht verändert errichten ließ. Das Gebäude beherbergte Warte-, Dienst- und Wohnräume. Der Güterschuppen existiert nicht mehr. Hier verluden die Krautfabrik Briem und die ortsansässigen Bauern hauptsächlich Spitzkraut in die Güterwagen. Die Umspurung der Strecke auf Normalspur erfolgte bereits am 1. November 1902. 1903 nahm der sonntägliche Ausflugsverkehr zu, als der Schwäbische Albverein auf dem Uhlberg, südlich von Plattenhardt, einen neuen Aussichtsturm eröffnete.
1914 ging eine Omnibuslinie in Betrieb, die von Degerloch über Bernhausen nach Nürtingen führte. Sie konkurrierte für kurze Zeit mit der Filderbahn, musste dann aber, nach dem Ausbruch des Ersten Weltkrieges, wieder eingestellt werden.
Am 1. Oktober 1920 nahm die Deutsche Reichsbahn eine neue Strecke von Rohr nach Echterdingen in Betrieb und übernahm den Streckenabschnitt Echterdingen–Neuhausen von der Städtischen Filderbahn (SFB). Dieses Teilstück blieb Eigentum der SFB, die zum 1. Januar 1934 in der Stuttgarter Straßenbahnen AG (SSB) aufging. Ab 1925 boten vermehrt Fuhrunternehmen Fahrten nach Stuttgart an. 1927 wurde die Omnibusverbindung von Degerloch nach Nürtingen erneut aufgenommen.
1937 begann der Bau des Verkehrsflughafens Stuttgart-Echterdingen. Um für ihn Platz zu schaffen, musste die Bahntrasse zwischen Echterdingen und Bernhausen verlegt werden. Sie verlief künftig südlich des Flughafens.
Nach dem Zweiten Weltkrieg verzeichnete die SSB auf ihrer Omnibuslinie N (Degerloch–Nürtingen) weiteren Zuwachs. Als Verbesserung forderten die Gemeinden Bernhausen und Sielmingen die Verlängerung der Straßenbahn Möhringen–Echterdingen. Dies lehnte jedoch die Stadtverwaltung Stuttgart 1952 ab. Die Zahl der Reisenden auf der Bahnstrecke Stuttgart-Rohr–Neuhausen sank dennoch weiter. Daher beschloss die Deutsche Bundesbahn den Personenverkehr zum 1. August 1955 einzustellen. Den Abschnitt Leinfelden–Neuhausen nutzte die SSB für den Güterverkehr weiter.
Am 1. Januar 1975 schlossen sich die Gemeinden Bernhausen, Bonlanden, Plattenhardt, Sielmingen und Harthausen zur Gemeinde Filderlinden zusammen, die sich bereits am 25. Juli 1975 in Filderstadt umbenannte.
In den 1980er Jahren sah die Bundesbahn vor, den Flughafen an ein konzipiertes S-Bahn-Netz anzuschließen. Hierzu benötigte sie den Streckenabschnitt Stuttgart-Rohr–Echterdingen. Er sollte zweigleisig ausgebaut und elektrifiziert werden. Ein Zugverkehr zwischen Leinfelden und Neuhausen war daher nicht mehr möglich. Am 28. Mai 1983 bediente der letzte Güterzug den Bahnhof Bernhausen. Kurz darauf begann der Abbau der Gleise. Auch für das Empfangsgebäude sah man anfangs keine Verwendung mehr. Doch der Geschichts- und Heimatverein Filderstadt setzte sich für seinen Erhalt ein.
Die Weiterführung der so genannten Flughafen-S-Bahn plante die Bundesbahn bereits in den 1980er Jahren. Die endgültige Umsetzung erfolgte am 13. Februar 1998. An diesem Tag begann der Bau der unterirdischen Strecke vom Bahnhof Flughafen nach Bernhausen. Am 29. September 2001 eröffnete die Deutsche Bahn AG den neuen Tunnelbahnhof Filderstadt.
Die Namensgebung sorgt immer wieder für Verwirrungen bei auswärtigen Fahrgästen. Im Unterschied zu anderen Bahnhöfen und Haltepunkten trägt der Bahnhof Filderstadt nicht den Namen des jeweiligen Ortes (Bernhausen), sondern den der Gesamtgemeinde. Der oberirdische Busknotenpunkt heißt weiterhin Bernhausen Bahnhof.
Am 12. November 2011 erhielt das Bahnhofsareal den Namen Dr.-Peter-Bümlein-Platz, zu Ehren von Peter Bümlein, der über 24 Jahre Oberbürgermeister von Filderstadt war und maßgeblich zum Bau der S-Bahn nach Filderstadt beigetragen hat. Die Bushaltestelle wurde gleichzeitig in Bernhausen Bahnhof (Dr.-Peter-Bümlein-Platz) umbenannt, der S-Bahnhof heißt jedoch weiterhin nur Filderstadt. 

## Bauwerk
In Filderstadt fand keine Reaktivierung der alten Strecke statt. Viel mehr baute die Deutsche Bahn AG einen unterirdischen Neubau unterhalb des alten Bahngeländes. Die in Sichtbeton gehaltene Station ist so angelegt, dass ein Weiterbau nach Neuhausen möglich ist. Eine solche Verlängerung der Strecke bis Neuhausen ist seit 2023 in Bau und soll voraussichtlich 2027 fertiggestellt werden.
Die Fahrgäste gelangen über einen westlichen und einen östlichen Zugang auf den 210 Meter langen Mittelbahnsteig. Der westliche Zugang ist parkähnlich, mit einer leicht abfallenden Grünfläche mit einer Wassertreppe und einer Skulptur namens Filderspiel, angelegt. Auch auf dem Bahnsteig setzt sich die Skulpturengruppe fort.
2001 ließ die Stadt Filderstadt das historische Empfangsgebäude renovieren. In ihm sind eine Touristinformation und das Bürgeramt untergebracht. Durch seine zentrale Lage, auf dem Platz zwischen der Karl- und der Filderbahnstraße, markiert es den Bahnhof.
Der Bahnsteig liegt bei den Streckenkilometern 27,698 bis 27,907. Daran schließt sich östlich eine Abstellanlage an, die beim Streckenende in km 28,060 endet.

## Bahnbetrieb
Der Bahnhof wird von der S-Bahn Stuttgart bedient. Die S-Bahn-Linie S2 endet und beginnt hier. Die Gleise 1 und 2 werden dabei abwechselnd als Abfahrts- und Ankunftsgleis genutzt.
Auf einstimmigen Beschluss des VRS-Verkehrsausschusses vom 10. Februar 2021 sollte das Betriebskonzept ab dem Fahrplanwechsel im Dezember 2021 geändert und der Bahnhof viertelstündlich von der S2 bedient werden. Täglich waren 30 zusätzliche Zugpaare geplant, die damit einhergehenden Mehrkosten betrugen 800.000 Euro pro Jahr. diese Maßnahme wurde umgesetzt. Die Umsetzbarkeit des veränderten Betriebskonzeptes nach Inbetriebnahme von Stuttgart 21 ist unklar.
Der Bahnhof Filderstadt wird der Preisklasse 5 zugeordnet.

### S-Bahn
| Linie                    | Strecke | Taktfrequenz       |
| ------------------------ | --- | ------------------ |
| S 2                      | Schorndorf – Endersbach – Waiblingen – Fellbach – Nürnberger Straße – Bad Cannstatt – Hauptbahnhof – Stadtmitte – Schwabstraße – Vaihingen – Rohr – Flughafen/Messe – Filderstadt | 15/30-Minuten-Takt |
| Stand: 15. Dezember 2024 | |                    |

Durch den Kauf zusätzlicher S-Bahn-Fahrzeuge wurden überschlagene Wenden (und damit größere Wendezeitreserven) in Filderstadt ermöglicht.